# علي دشتي (كاتب)

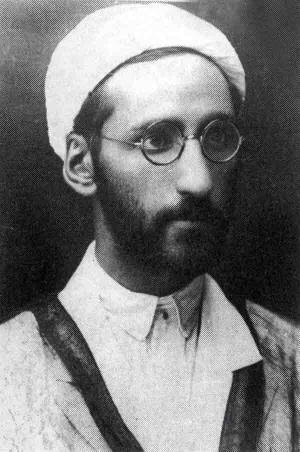
علي دشتي في شبابه

علي دشتي (بالفارسية: علی دشتی)؛ (31 مارس 1897-16 يناير 1982) هو كاتب وسياسي إيراني، شغل منصب عضو مجلس الشورى في إيران خلال عهد بهلوي.

## حياته
ولد لعائلة فارسية في دشتي بمحافظة بوشهر بإيران في 31 مارس 1897، وتلقى تعليمًا دينيًا، درس اللاهوت الإسلامي والتاريخ وقواعد اللغة العربية والفارسية والأدب الكلاسيكي في المدارس الإسلامية في كربلاء والنجف، ثم عاد إلى إيران عام 1918 وعاش في شيراز وأصفهان وطهران، حتى انخرط في السياسة في ذلك الوقت.

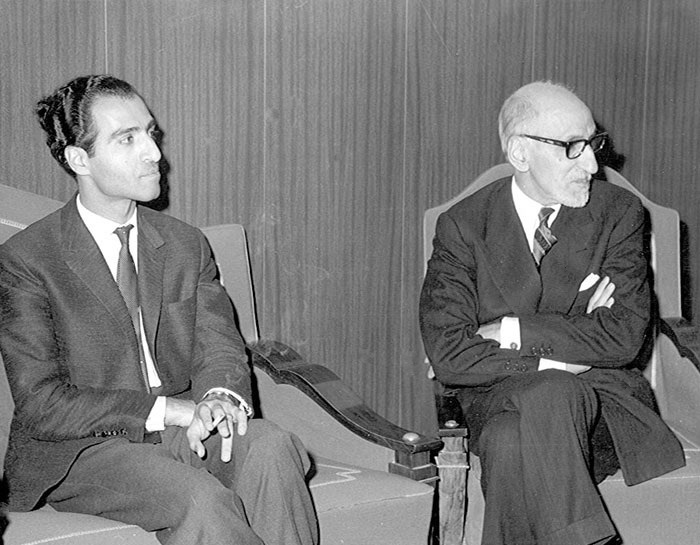
علي دشتي والأمير أحمد رضا بهلوي خمسينيات القرن الماضي.